# Rhizopogon subpurpurascens
Rhizopogon subpurpurascens är en svampart som beskrevs av A.H. Sm. 1964. Rhizopogon subpurpurascens ingår i släktet Rhizopogon och familjen hartryfflar.   Inga underarter finns listade i Catalogue of Life.